# Sønder Kirkeby-stenen
Sønder Kirkeby-stenen er en runesten, fundet i Sønder Kirkeby på Falster i 1802. Stenen blev opdaget som Kvadersten i Sdr. Kirkeby kirkes nordvestlige mur. I 1809 blev den udtaget og opstillet i en niche i Rundetårn, indtil den i 1867 blev flyttet til Nationalmuseet, hvor den nu står i Runehallen. Den er opstillet, så runebåndene løber vandret, men oprindeligt har den været rejst, så runebåndene havde et lodret forløb. På siden af stenen er ristet et vikingeskib, hvoraf nu en stor del mangler efter tilhugningen til bygningselement. Stenen er Falsters eneste runesten.

## Indskrift
| Translitteration | (-)-sur : sati : stin : þinsi : haft : ąsk(u)... bruþur : sin : ian : ... uarþ : tuþr : ą : ku... þ=u=r : u=i=k=(i) : (r)=u=n=a=R (:) … |
| Transskription   | [Sa]ssurr satti stēn þennsi æft Āsgo[t] brōður sinn, en [hann] varð dǿðr ā Go[tlandi](?). Þōrr vīgi rūnaR [þāRsi].                      |
| Oversættelse     | (Sas)ser satte denne sten efter Asgot, hans bror, og han døde på Go(tland). Thor vie (disse) runer.                                     |

Indskriften er ordnet i parallelordning og har formentlig skullet læses nedefra ligesom hovedparten af alle danske og skånske runesten. Thor vie-formlen er skrevet med samstavsruner , dvs. runer, som er er afsat over og under hinanden på en lang, fælles hovedstav, ved siden af hovedindskriften og skal også læses nedefra og op. Samstavsruner findes på runesten kun på Sønder Kirkeby-stenen og på Hedeby 1. Thor vie-formler kendes fra to andre danske runesten, nemlig Virring-stenen i Jylland og Glavendrupstenen på Fyn. I det fjerde runebånd yderst til venstre (eller øverst, hvis man regner med stenens nuværende opstilling) mangler en række runer, formentlig ku[tlati] 'Gotland'.